# Cribellopora souleorum
Cribellopora souleorum är en mossdjursart som beskrevs av Dick, Tilbrook och Shunsuke F. Mawatari 2006. Cribellopora souleorum ingår i släktet Cribellopora och familjen Lacernidae. Inga underarter finns listade i Catalogue of Life.